# シフルトリン
シフルトリン (cyfluthrin) は、ピレスロイド系殺虫剤のひとつ。

## 性質
シフルトリンは、水にほとんど不溶性で可燃性褐色の固体と臭いがある茶色がかった油状の液体で存在する。

## 毒性
ネズミでは、500～800（経口摂取）、600（皮膚）mg/ kgである。
過度に摂取吸入すると吐き気、頭痛、筋力低下、流涎、呼吸、息切れ、発作を引き起こす可能性がある。
ヒトの場合、尿中排泄半減期は5-7時間でいくつかのカルボン酸代謝産物への酵素加水分解によって不活性化される。

## 利用
アメリカでは1981年に農薬や木材防腐剤としてピレスロイド属からの有効成分として登録されたが現在は、EPAによって規制されている。
シフルトリンは（ベータ）シフルトリンとイミダクロプリドを組み合わせ、殺虫スプレーで使用されている。
スイス、オーストリアとドイツでは（ベータシフルトリンとして）以上の有効成分としてシフルトリンを含む植物保護製品が承認されている